# Квінт Помпоній Секунд
Квінт Помпо́ній Секу́нд (лат. Quintus Pomponius Secundus; ? — 42) — політичний діяч Римської імперії, консул-суфект 41 року.

## Життєпис
Походив з плебейського роду Помпоніїв з Умбрії. Про молоді роки немає відомостей. У 31 році після придушення змови Сеяна був поручителем за свого брата Публія. У 41 році став коснулом-суфектом після Гая Цезаря Калігули. Після вбивства останнього разом із колегою Гнеєм Сентієм Сатурніном намагався відновити республіку, проте вони не зуміли налагодити співпрацю. Преторіанці зробили імператором Клавдія. 1 липня того ж року Помпонія було замінено на посаді Квінтом Фуцієм Сатурніном.
У 42 році був звинувачений Публієм Суіліїм Руфом, в результаті чого втік до заколотника Луція Аррунція Камілла Скрибоніана. Після придушення повстання Помпонія було вбито.